# Мако (місто)
Мако (угор. Makó (ˈmɒkoː), словац. Makov, рум. Macău) — місто на південному сході Угорщини в медьє Чонград (регіон Південний Великий Альфельд), біля кордону з Румунією. Розташований на річці Марош (Муреш). Населення — 24 403 особи (2009). 95,5 % населення становлять угорці, 0,8 % — цигани, по 0,3 % — німці і румуни, 0,2 % — словаки, 0,1 % — серби.
Мако розташоване в сонячному регіоні, що позитивно позначилося на розвитку сільського господарства. Історично околиці міста були відомі вирощуванням цибулі і часнику. У місті також розвинені транспортна інфраструктура (через місто проходить європейська магістраль Е68) і туризм.
Біля міста розвідано велике газове родовище (Makó Trough).

## Відомі люди
- Джозеф Пулітцер — відомий журналіст і видавець.
- Геза Вермеш — богослов, історик юдаїзму і раннього християнства

## Міста-побратими
- Ада, Сербія
- Атча, Туреччина
- Железовце, Словаччина
- Кирьят-Ям, Ізраїль
- Лебау, Німеччина
- Мартінсікуро, Італія
- Меркуря-Чук, Румунія
- Радомсько, Польща
- Синьян
- Ясло, Польща

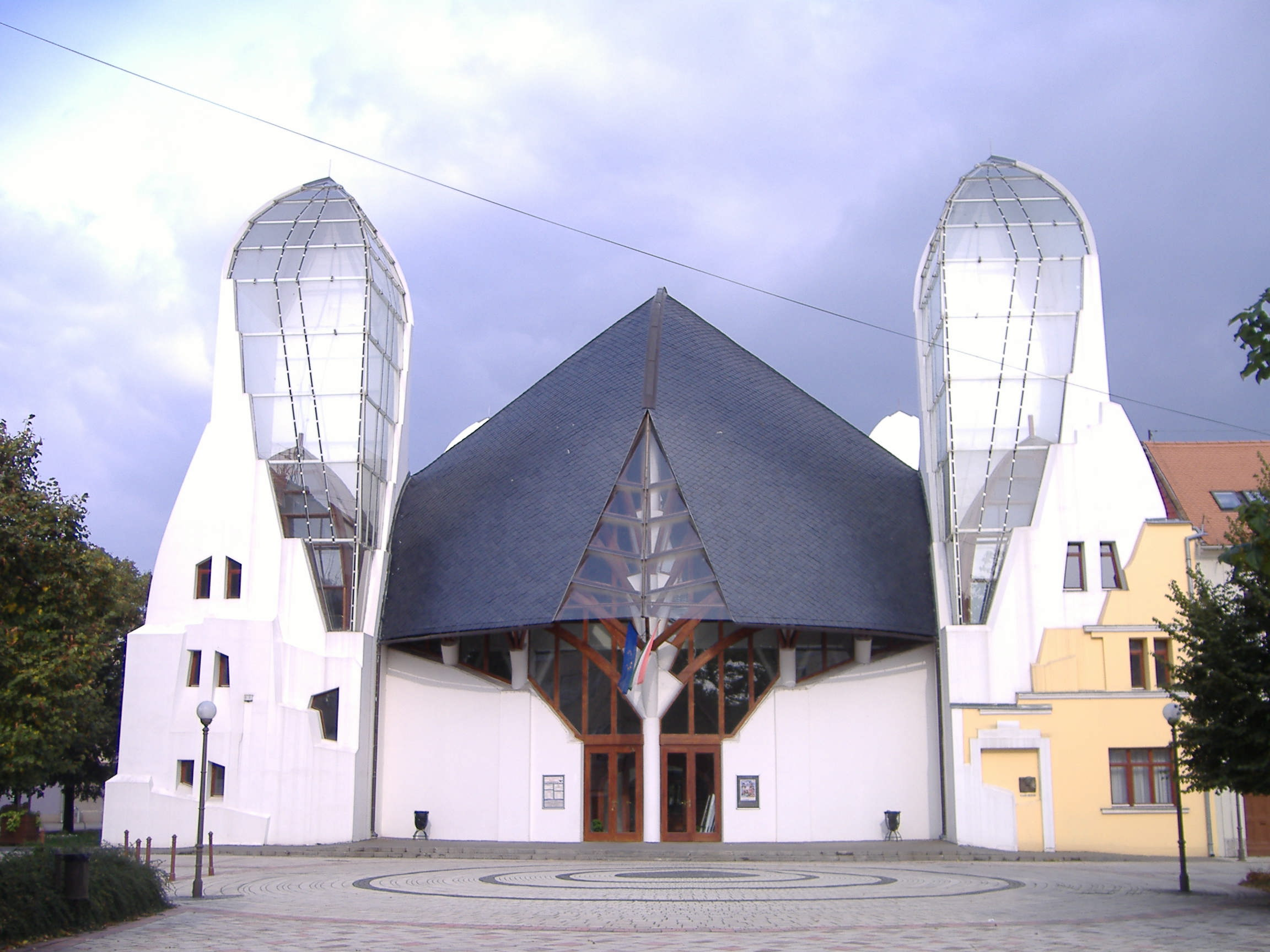
Театр
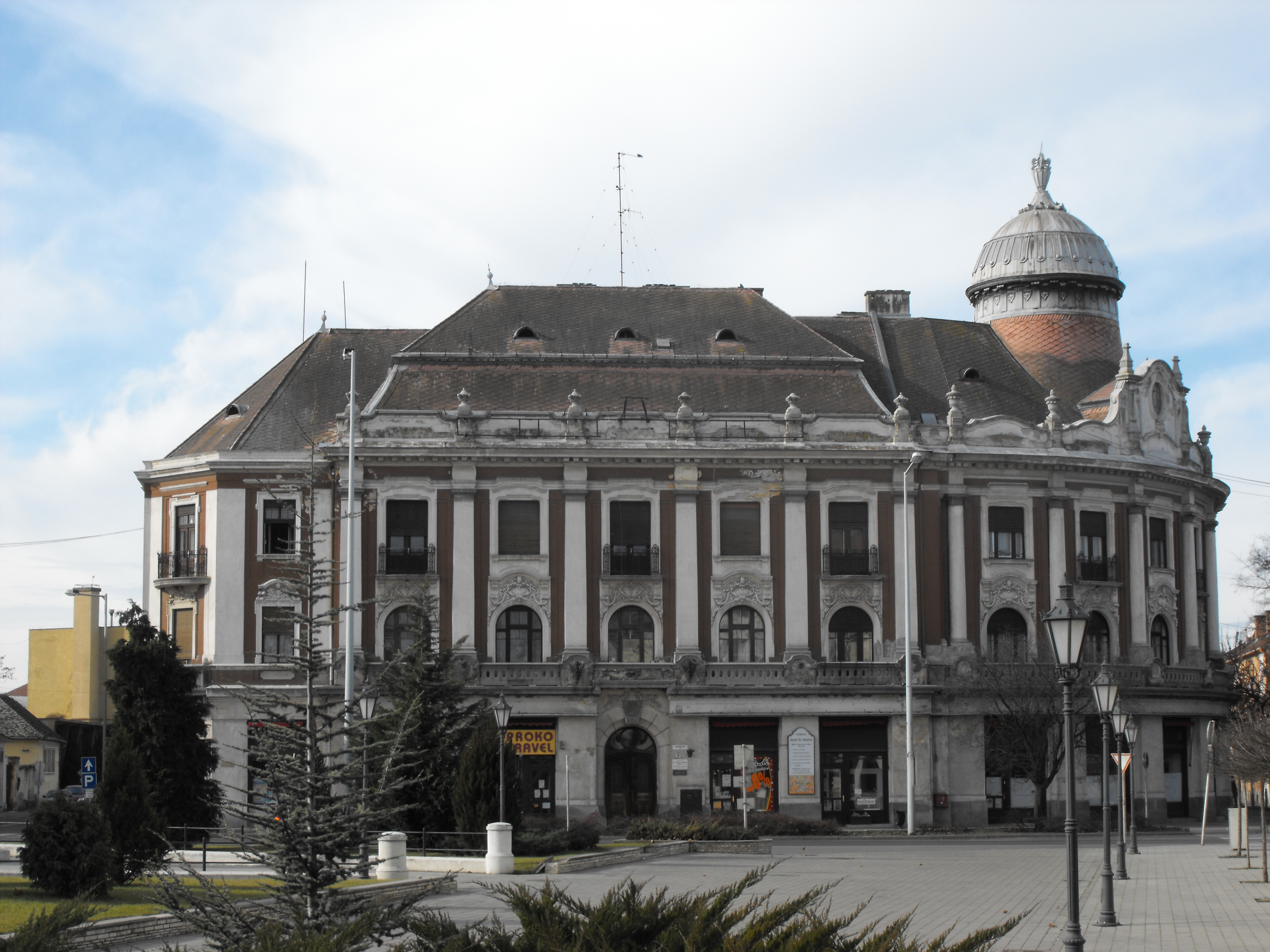
Необарочний палац
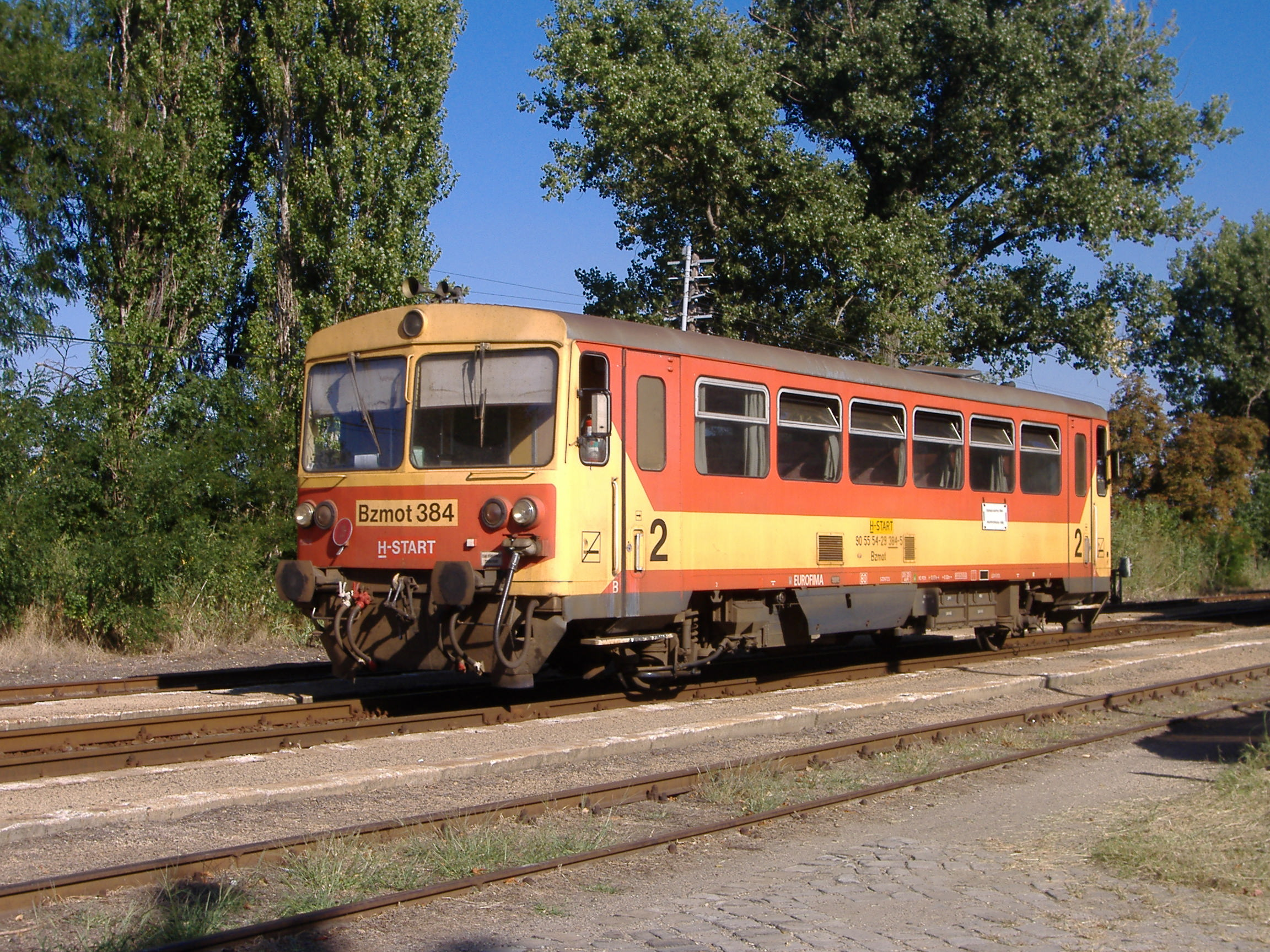
Рейковий автобус

| Угорщина | Це незавершена стаття з географії Угорщини. Ви можете допомогти проєкту, виправивши або дописавши її. |